# Kunszállás
Kunszállás is een plaats (község) en gemeente in het Hongaarse comitaat Bács-Kiskun. Kunszállás telt 1740 inwoners (2006).